# Mausoleo di Che Guevara

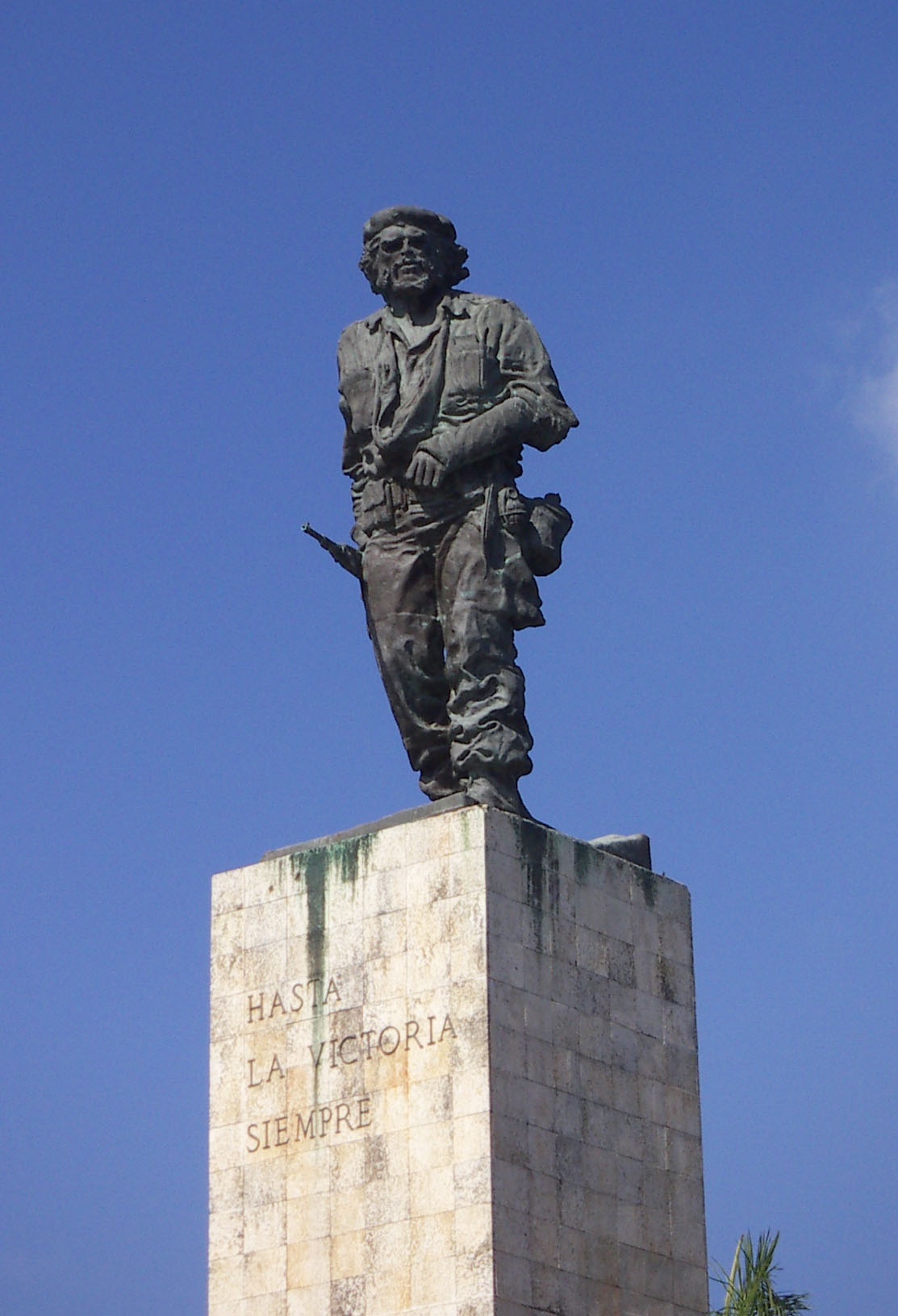
Monumento di Ernesto "Che" Guevara

Il mausoleo di Che Guevara è un monumento funebre dedicato ad Ernesto "Che" Guevara, situato nella città di Santa Clara, a Cuba.
Ospita i resti del  rivoluzionario  comunista "Che" Guevara e di ventinove dei suoi compagni e combattenti, uccisi nel 1967 durante il tentativo di Guevara di stimolare una  rivolta armata in Bolivia. L'area contiene una statua di bronzo del Che alta 6,7  metri.
Guevara fu sepolto con gli onori militari il 17 ottobre 1997, dopo che i suoi resti furono scoperti in Bolivia. Presso il mausoleo, c'è un museo dedicato alla vita di Guevara e una fiamma eterna in memoria del Che.
Santa Clara è stato scelto in ricordo della conquista della città il 31 dicembre 1958, da parte delle truppe di Che Guevara durante la battaglia di Santa Clara. Il risultato di questa battaglia fu la fuga del dittatore cubano Fulgencio Batista.
Tra l'ottobre 1997 e l'ottobre 2009 oltre 3 milioni di persone hanno visitato il sito commemorativo da oltre 100 paesi.
Nel 2008, più di 247.700 cubani e stranieri hanno visitato il complesso scultoreo.

## Restituzione delle spoglie
Il 17 ottobre del 1997, i resti di Guevara, e quelli dei sei compagni che morirono con lui in Bolivia, arrivarono in un corteo di automobili da L'Avana, in piccole teche di legno a bordo di rimorchi trainati da jeep. Ad attenderli una folla di diverse centinaia di migliaia di persone, un coro di scolari, che cantavano "Hasta Siempre" di Carlos Puebla, e Fidel Castro che ha dichiarato quanto segue:
Il suo discorso è stato seguito da ventuno colpi di cannone.
Oltre a quelli di Che Guevara, hanno trovato sepoltura nel mausoleo i resti di altri sei guerriglieri che hanno perso la vita nel 1966-1967 durante l'Insurrezione boliviana:
- Carlos Coello (Tuma) - cubano, ucciso in azione a Rio Piraí il 26 giugno 1967.

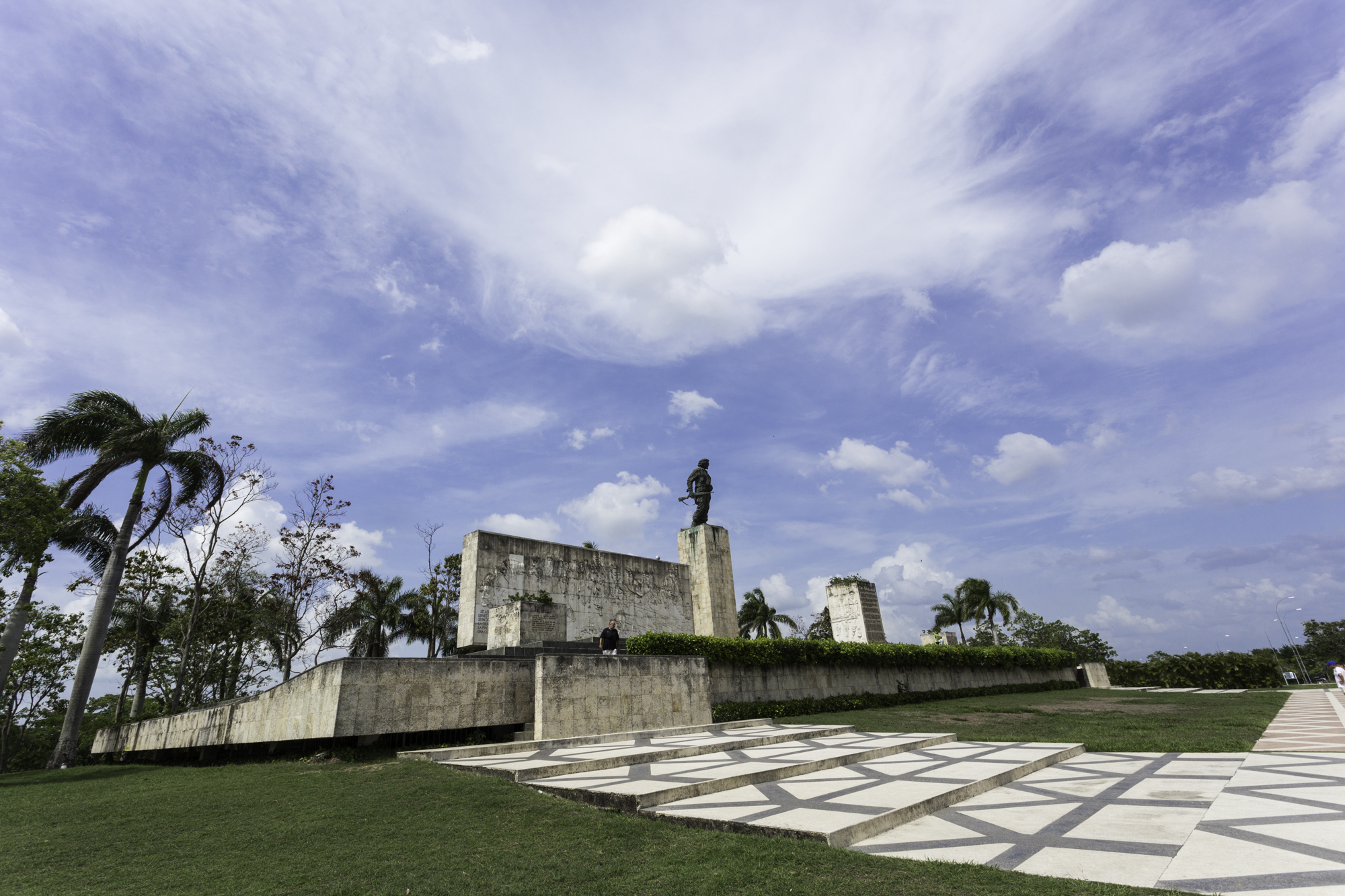
mausoleo di Che Guevara

- mausoleo di Che GuevaraAlberto Fernández Montes de Oca (Pacho) - cubano, ucciso in azione a Quebrada del Yuro l'8 ottobre 1967.
- Orlando Pantoja Tamayo (Olo) - cubano, ucciso in azione a Quebrada del Yuro l'8 ottobre 1967.
- René Martínez Tamayo (Arturo) - cubano, ucciso in azione a Quebrada del Yuro l'8 ottobre 1967.
- Juan Pablo Navarro-Lévano Chang (El Chino) - peruviano, catturato e giustiziato a La Higuera il 9 ottobre 1967.
- Simeon Cuba Sarabia (Willy) - boliviano, catturato e giustiziato a La Higuera il 9 ottobre 1967.

## Monumento
I lavori per il complesso iniziarono nel 1982; il monumento è stato inaugurato al termine il 28 dicembre 1988 alla presenza di Raúl Castro. Il progetto è stato ideato dagli architetti Jorge Cao Campos, Blanca Hernández e José Ramón Linares; insieme allo scultore José Delarra (il suo primo creatore).
I 500.000 abitanti di Santa Clara hanno contribuito con più di 400.000 ore di lavoro volontario per la costruzione del complesso scultoreo, lavorando all'unisono con abili artigiani del Eliseo Díaz Machado Fonderia in Guanabacoa .
Molti aspetti della vita del Che sono rappresentati in tutto il complesso. Per esempio, il suo periodo in Guatemala e alle Nazioni Unite è scolpito, come la lettera d'addio del Che a Fidel. La parete decorativa adiacente raffigura il Che nella Sierra Maestra con Fidel, accanto a Camilo Cienfuegos. Un'altra sezione mostra il Che come ministro dell'Industria, un'altra mentre fa volontariato e alfabetizza dei bambini .

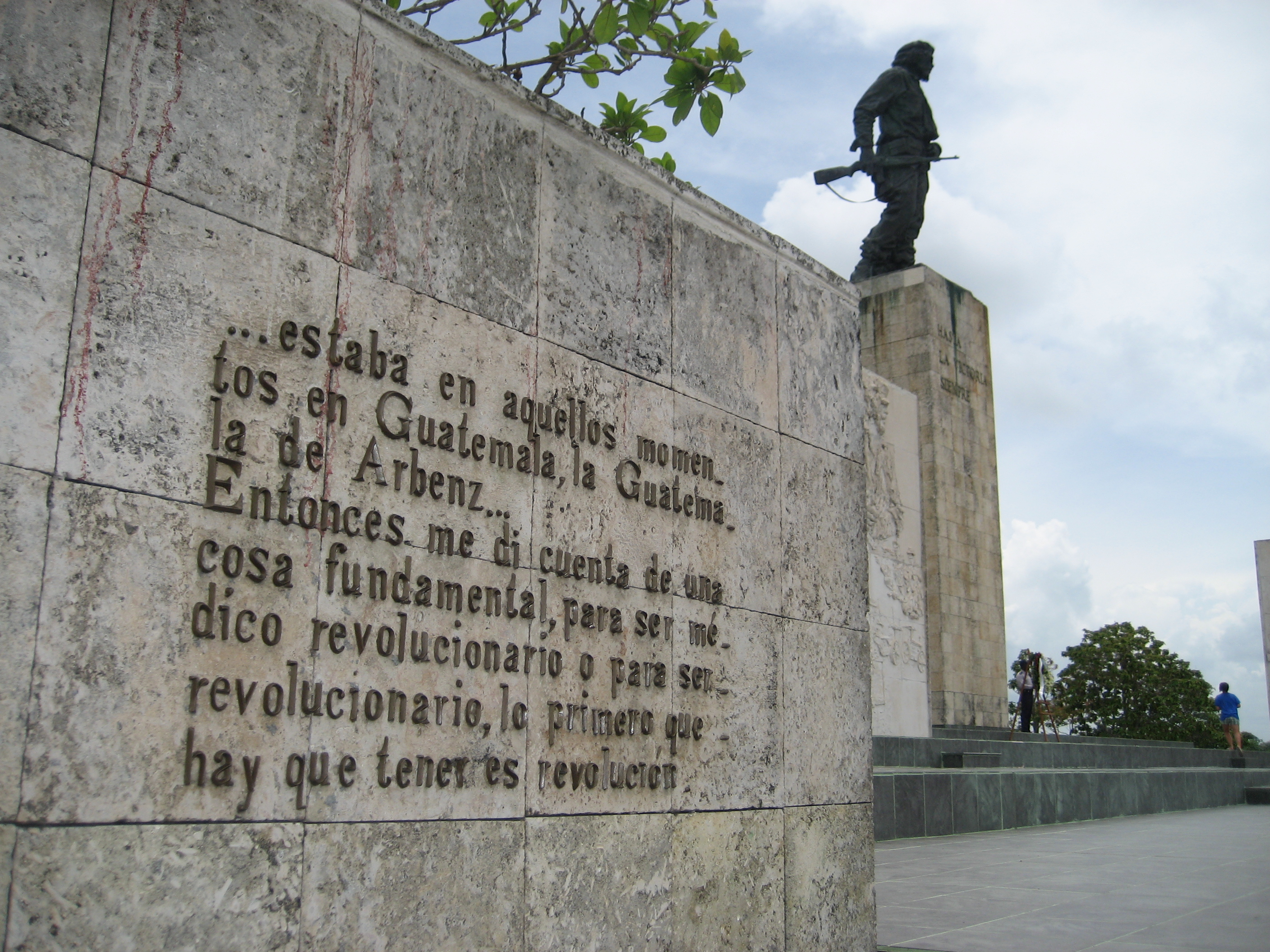
Monumento e frase di Che Guevara

Il complesso strutturale poggia su una collina che domina la città di Santa Clara, e contiene una grande piazza piastrellata. Alla fine della piazza vi sono due grandi cartelloni con le citazioni di Fidel Castro, che dichiara "Che, è stata una stella a metterti qui e hai fatto di questo un popolo", e "Vogliamo che tutti siano come il Che".
Scolpita nella pietra sotto la statua c'è la frase "Una cosa che ho imparato in Guatemala di Arbenz era che se fossi mai stato un medico rivoluzionario, o semplicemente un rivoluzionario, prima ci sarebbe dovuta essere una rivoluzione ".

## Simbolismo
(José Delarra, scultore cubano e creatore del memoriale)
Un certo numero di elementi del memoriale contiene un significato simbolico. Per esempio, il monumento è orientato a 190 gradi con la figura del Che che guarda direttamente verso Sud America e il suo sogno di vederla unita. Alla base del monumento è scolpito il motto di Guevara "Hasta la Victoria Siempre".

## Sepolture
Tra il 1997 e il 2000 gli sforzi da parte degli antropologi forensi, che operano nel sud-est Bolivia, hanno fatto sì che si recuperassero i 23 corpi di altri guerriglieri morti durante l'Insurrezione boliviana (1966-1967). Tutti furono successivamente trasferiti a Cuba e sepolti nel Mausoleo di Che Guevara. La prima di queste sepolture ha avuto luogo il 29 dicembre 1998, nel 40 ° anniversario della vittoria di Guevara nella battaglia di Santa Clara, e consisteva di 10 gruppi guerriglieri:
- Haydée Tamara Bunke Bider (Tania) - Argentina-Germania Est, uccisa in azione a Vado del Yeso il 31 agosto 1967.
- Manuel Hernández Osorio (Miguel) - cubano, ucciso in azione a Quebrada de Batan il 26 settembre 1967.
- Mario Gutierrez Ardaya (Julio) - boliviano, ucciso in azione a Quebrada de Batan il 26 settembre 1967.
- Roberto Peredo Leigue (Coco) - boliviano, ucciso in azione a Quebrada de Batan il 26 settembre 1967.
- Aniceto Reinaga Cordillo (Aniceto) - boliviano, ucciso in azione a Quebrada del Yuro l'8 ottobre 1967.
- Huanca Francisco Flores (Pablito) - boliviano, ucciso in azione a Los Cajones il 12 ottobre 1967.
- Garvan Edilverto Lucio Hidalgo (Eustace) - peruviano, ucciso in azione a Los Cajones il 12 ottobre 1967.
- Jaime Arana Campero (Chapaco) - boliviano, ucciso in azione a Los Cajones il 12 ottobre 1967.
- Octavio de la Concepcion Pedraja (Moro) - cubano, ucciso in azione a Los Cajones il 12 ottobre 1967.
- Julio César Méndez Körne (Nato) - boliviano, morto in seguito alle ferite riportate Mataral il 15 novembre 1967.

Una seconda serie di sepolture è stata effettuata l'8 ottobre 1999, i resti di altri 7 guerriglieri sono stati collocati nel mausoleo:
- Apolinar Aguirre Quispe (Polo)- boliviana, uccisa in azione a Vado del Yeso il 31 agosto 1967.
- Freddy Maimura Hurtado (Ernesto) - boliviano, catturato e giustiziato a Vado del Yeso il 31 agosto 1967.
- Gustavo Manchin Hoed de Beche (Alejandro) - cubano, ucciso in azione a Vado del Yeso il 31 agosto 1967.
- Israele Reyes Sayas (Braulio) - cubano, ucciso in azione a Vado del Yeso il 31 agosto 1967.
- Juan Acuña Vitalio Nuñez (Joaquin) - cubano, ucciso in azione a Vado del Yeso il 31 agosto 1967.
- Moises Guevara Rodriguez (Mosè) - boliviano, ucciso in azione a Vado del Yeso il 31 agosto 1967.
- Walter Arencibia Ayala (Abel) - boliviano, ucciso in azione a Vado del Yeso il 31 agosto 1967.

Altre 6 sepolture hanno avuto luogo un anno dopo, l'8 ottobre 2000 portando il numero totale di guerriglieri sepolti presso il sito a 30:
- Eliseo Reyes Rodriguez (Rolando) - cubano, ucciso in azione a El Meson il 25 aprile 1967.
- Antonio Sanchez Diaz (Marcos) - cubano, ucciso in azione a Peña Colorada il 2 giugno 1967.
- Serapio Aquino Tudela (Serafin) - boliviano, ucciso in azione a Iquira il 9 luglio 1967.
- Condori Casildo Varga (Victor) - boliviano, ucciso in azione a Rio Rosita il 30 luglio 1967.
- Jose Maria Martinez Tamayo (Papi) - cubano, ucciso in azione a Rio Rosita il 30 luglio 1967.
- Restituto José Cabrera Flores (El Negro) - peruviano, catturato e giustiziato a Rio Palmarito il 4 settembre 1967.